# Tiffany Panhilason
Tiffany Panhilason (* in Bacolod City, Negros Occidental) ist eine philippinisch-US-amerikanische Schauspielerin, Tänzerin und ein Model.

## Leben
Panhilason wurde in Bacolod City geboren. Sie lebte ab ihrem zehnten Lebensjahr in Elk Grove Village im US-Bundesstaat Illinois, wo ihre Mutter, Nelia Bernabe, an der Northwestern University einen Master-Abschluss erwarb. Panhilason besuchte die Elk Grove High School. Seit dem 13. Dezember 2019 ist sie mit Adam Schmidt verheiratet.
Sie wirkte im Musikvideo zum Lied Don’t Lie der The Black Eyed Peas mit und rückte dadurch in den Fokus landesweiter Werbekampagnen, darunter Flirty Girl Fitness, Muscle Milk und Taco Bell. Sie begleitete als Background-Tänzerin Interpreten wie Justin Timberlake oder Pharrell Williams auf ihren Tournees. Seit Mitte der 2000er Jahre ist sie regelmäßig als Fernseh- und Filmschauspielerin zu sehen. Sie wirkte unter anderen als Episodendarstellerin in den US-amerikanischen Fernsehserien John from Cincinnati, Big Time Rush, Castle, Two and a Half Men, The Mindy Project oder auch Anger Management mit. 2014 stellte sie in vier Episoden der Fernsehserie Oh, You Pretty Things! die Rolle der Nicole Francis dar. Im selben Jahr verkörperte sie die Rolle der Elise, Tochter des Präsidenten der Vereinigten Staaten, im Actionfilm Mercenaries, in dem sie entführt wird und dadurch das Rettungskommando ins Leben gerufen wurde. In den nächsten Jahren folgten weitere Mitwirkungen als Episodendarstellerin.

## Filmografie (Auswahl)
- 2004: One Night Stand Up (Kurzfilm)
- 2006: The Underground (Fernsehserie, Episode 1x10)
- 2007: John from Cincinnati (Fernsehserie, Episode 1x02)
- 2009: Greek (Fernsehserie, Episode 3x10)
- 2011: The Tonight Show with Jay Leno (Fernsehserie, Episode 19x90)
- 2011: Big Time Rush (Fernsehserie, Episode 2x14)
- 2011: Castle (Fernsehserie, Episode 4x03)
- 2013: We Are Men (Fernsehserie, 2 Episoden)
- 2013: Two and a Half Men (Fernsehserie, Episode 11x05)
- 2014: Dumbbells
- 2014: The Mindy Project (Fernsehserie, Episode 2x19)
- 2014: Anger Management (Fernsehserie, Episode 2x61)
- 2014: Oh, You Pretty Things! (Fernsehserie, 4 Episoden)
- 2014: Zeit der Sehnsucht (Days of Our Lives, Fernsehserie, Episode 1x12372)
- 2014: Mercenaries
- 2014: Jane the Virgin (Fernsehserie, Episode 1x07)
- 2015: Odd Couple (The Odd Couple, Fernsehserie, Episode 1x10)
- 2015: About a Boy (Fernsehserie, Episode 2x15)
- 2016: Baby Daddy (Fernsehserie, Episode 5x02)
- 2016: Angie Tribeca (Fernsehserie, Episode 2x03)
- 2016: Roadies (Fernsehserie, 2 Episoden)
- 2017: It’s Always Sunny in Philadelphia (Fernsehserie, Episode 12x04)
- 2017: DriverX
- 2018: Living Biblically (Fernsehserie, Episode 1x01)
- 2018: The Grounds
- 2018: Hit the Floor (Fernsehserie, Episode 4x03)
- 2018: Around the Bed
- 2020: Dream Corp LLC (Fernsehserie, Episode 3x08)